# Andradas (ort)
Andradas är en ort i Brasilien.   Den ligger i kommunen Andradas och delstaten Minas Gerais, i den sydöstra delen av landet, 700 km söder om huvudstaden Brasília. Andradas ligger 905 meter över havet och antalet invånare är 26 772.
Terrängen runt Andradas är kuperad åt nordost, men åt sydväst är den platt. Närmaste större samhälle är Espírito Santo do Pinhal, 12,8 km väster om Andradas.
Omgivningarna runt Andradas är huvudsakligen savann. Runt Andradas är det ganska glesbefolkat, med 48 invånare per kvadratkilometer.